# 駒川改心流
駒川改心流（こまがわかいしんりゅう）は、剣術表の中太刀の他、十手、小太刀、薙刀、両刀、三ツ道具、八重鎖鎌等を含む総合武術。
流祖は駒川改心（駒川太郎左衛門尉国吉）。長野業正に仕え上泉信綱より新陰流を得たとされる。第2代の桜田貞国（桜田次郎左衛門貞国）が二十年間諸国を武者修行し十手術、小太刀術、鎖鎌などを加え、流名を駒川改心流と称した。のち貞国の末孫は竜王新村の郷士となり藤井三右衛門と称し、代々当流を指南した。この流儀が三右衛門の養子となった藤井右門の弟子、小島平吉が富山藩に至り、藩士加藤信吉に印可し同藩に伝えられた。
一般には剣術流派として知られるが、江戸時代、富山藩の藩校・廣徳館では剣術流派としてではなく、柔術流派のひとつとして指導されていた。
当流では、明和事件で磔刑にされた藤井右門が駒川改心流の小太刀術を修めていたため駒川改心流が各藩から疎まれ、流派名を新陰流としたこともあったと口伝されている。
現在も幾人か継承者がおり、埼玉県では黒田鉄山が指導している。

## 由来
元祖国吉は、母親が我が子を愛撫しながら、子の口から流れる涎れをすくう有様を見て閃きを感受し、刻苦精励悟得した技を「涎賺(ヨダレスカシ)」と称し、改心流とした。
始祖貞国は、さらに十手術、小太刀術、鎖鎌術、三ツ道具、しころ、薙刀術等の術を加え、特に短い武器で剣の勝負に利ある秘法を悟得し、流名を駒川改心流と称した。

## 型[7]

### 表中太刀
- 一本目　涎賺
- 二本目　切上
- 三本目　目附
- 四本目　足切
- 五本目　附込
- 六本目　龍段返

### 表実手
- 一本目　肱落
- 二本目　肱留
- 三本目　肱柄
- 四本目　肱車
- 五本目　真向
- 六本目　切落
- 七本目　一天
- 八本目　附行
- 九本目　八天
- 十本目　滝流
- 十一本目　燕返
- 十二本目　留合

### 小太刀（影小太刀）[注 2]
- 一本目　手賺
- 二本目　横合
- 三本目　捕手
- 四本目　砂巻
- 五本目　龍頭
- 六本目　引抜
- 七本目　一文字
- 八本目　追行
- 九本目　横真向
- 十本目　腹力
- 十一本目　霞刀
- 十二本目　太刀霞

### 表薙刀
- 一本目　陰之薙
- 二本目　陽之薙
- 三本目　内挽
- 四本目　外挽
- 五本目　飛違
- 六本目　勝色

### 両刀居合詰（二刀）
- 一本目　柄返
- 二本目　柄払
- 三本目　三方
- 四本目　胸当
- 五本目　柄摧
- 六本目　太刀色
- 七本目　浪返
- 八本目　柄当
- 九本目　忍打
- 十本目　行合
- 十一本目　切合
- 十二本目　大落

### 奥三ッ太刀（裏太刀）
- 一本目　飛変
- 二本目　柄車
- 三本目　目附返
- 四本目　切先返
- 五本目　切返
- 六本目　柄返
- 七本目　陽剣
- 八本目　陰剣
- 九本目　神当

### 奥薙刀
- 一本目　天空摧
- 二本目　遠近
- 三本目　佩楯賺
- 四本目　射向賺
- 五本目　佩楯返
- 六本目　大胴賺
- 七本目　上段霞
- 八本目　中段払
- 九本目　下段返
- 十本目　水車

### 奥実手[注 3]
- 一本目　左留
- 二本目　手返
- 三本目　小崩
- 四本目　表垣
- 五本目　裏垣
- 六本目　剣之峯
- 七本目　千鳥
- 八本目　流剣
- 九本目　表搦
- 十本目　裏搦

### 鎖鎌（八重鎖鎌[注 4]）
- 一本目　柄縛
- 二本目　真車
- 三本目　飛竜
- 四本目　丸走
- 五本目　潜竜
- 六本目　村雲
- 七本目　飛玉
- 八本目　神通
- 九本目　虎風
- 十本目　水月
- 十一本目　天狗走
- 十二本目　竜巻

### 表三ツ道具（突棒　刺又　袖搦）[8][注 5]
- 一本目　乗合
- 二本目　引落
- 三本目　浪合
- 四本目　大賺
- 五本目　鎧引

### 奥太刀（大奥中太刀）
- 一本目　右定剣
- 二本目　左定剣
- 三本目　右心剣
- 四本目　左心剣
- 五本目　勝心剣
- 六本目　四心剣

### 奥儀
- 一本目　利当剣
- 二本目　地当剣
- 三本目　相前
- 四本目　明王
- 五本目　勝身
- 六本目　無心剣
- 七本目　鐘木
- 八本目　笹折
- 九本目　露之位
- 十本目　鉄心